# حمام روستای افجه
حمام روستای افجه مربوط به دوره صفوی -اوایل دوره قاجار است و در شهرستان شمیرانات، بخش لواسانات، روستای افجه واقع شده و این اثر در تاریخ ۱ مهر ۱۳۸۲ با شمارهٔ ثبت ۱۰۳۷۱ به‌عنوان یکی از آثار ملی ایران به ثبت رسیده است.